# Brisani prostor
Brisani prostor označuje v vojaški terminologiji prostor, ki je izpostavljen sovražnikovem ognju, v katerem tirnica krogle iz strelnega orožja ne prestopi višine cilja (torej je zadetek možen, ko je orožje usmerjeno neposredno v tarčo). Če je tirnica položnejša, cilj pa višji, je brisani prostor večji in verjetnost zadetka višja.